# Sapporo Dome
 (février 2021).
Si vous disposez d'ouvrages ou d'articles de référence ou si vous connaissez des sites web de qualité traitant du thème abordé ici, merci de compléter l'article en donnant les références utiles à sa vérifiabilité et en les liant à la section « Notes et références ».
Le Sapporo Dome (札幌ドーム, Sapporo Dōmu) est un stade situé à Sapporo au Japon. Il est principalement utilisé pour le football ainsi que pour le baseball, étant le terrain hôte du club des Hokkaido Nippon Ham Fighters en baseball et des Consadole Sapporo en football. Il fut le premier au monde à être doté d'un terrain de football aéroglissant d'un poids de huit mille trois cents tonnes, dont la conception et la réalisation furent confiées à l'ingénieur nippon Okada Shigemi. La mise au point du mécanisme capable de soulever ce terrain sur son matelas d'air aura nécessité trois années de recherches. Par ailleurs, pour les rencontres de football, les sièges des spectateurs peuvent être disposés de manière à permettre une plus grande proximité avec « la scène ».

## Histoire
Inauguré en 2001, le Sapporo Dome a été construit en vue de la Coupe du monde de football de 2002, compétition dont il accueillit des matchs du 1er tour. Auparavant, il avait démontré ses possibilités hors du commun lors de la Coupe Kirin 2001.

## Caractéristiques
Ce stade est l'un des deux seuls  du Japon à posséder une couverture avec le Oita Stadium, notamment à cause des conditions climatiques. En raison des deux sports qui s'y jouent, le Sapporo Dome possède deux surfaces différentes : le baseball se joue sur une pelouse artificielle tandis que le football se joue sur un terrain de gazon naturel. Ce dernier peut coulisser afin que la pelouse puisse pousser à l'extérieur. Le changement de surface prend environ deux heures et repose sur un système de coussins d'air. On retrouve ce même fonctionnement à la Veltins-Arena de Gelsenkirchen (Allemagne).
- Nom : Sapporo Dome (« Hiroba »)
- Capacité : 42 122
- Équipes hôtes : Consadole Sapporo, Hokkaido Nippon Ham Fighters
- Inauguration : mars 2001
- Emplacement : Sapporo (Hokkaidō, Japon)
- Surface construite : 53 800 m2
- Diamètre du plafond : 245 m

## Évènements
- Coupe du monde de football de 2002
- Championnats du monde de ski nordique 2007
- Rallye du Japon 2008
- Rallye du Japon 2010
- Coupe du monde de rugby à XV 2019